# Дизелов локомотив
Дизеловият локомотив е вид локомотив, който произвежда своята тягова сила чрез дизелов двигател. Съществуват няколко вида дизелови локомотиви, различаващи се главно по начина, по който се предава механичната сила към задвижващите колела.
Първите локомотиви с двигатели с вътрешно горене използват керосин и бензин за гориво. Германецът Рудолф Дизел патентова своя дизелов двигател през 1898 г., а постепенните подобрения по дизайна на тези двигатели намаляват физическите им размери и подобряват тяхното съотношение на мощността към теглото, което в крайна сметка позволява те да се поставят в локомотиви. Двигателите с вътрешно горене работят ефективно само в определен диапазон на въртящия момент и, докато по-малко мощните бензинови двигатели могат да се свържат с механична скоростна кутия, по-мощните дизелови двигатели се нуждаят от разработване на нови разновидности на трансмисията.
Първият дизелов локомотив в света потегля през лятото на 1912 г. в Швейцария, но не се превръща в търговски успех. Първите по-успешни дизелови двигатели използват електрическа трансмисия, а към 1925 г. малък брой дизелови локомотиви (600 hp) вече са в експлоатация в САЩ. Към средата на 1930-те години Майбах разработват нова дизел-електрическа технология, постигаща по-голяма скорост, която навлиза в масово производство в Германия.
Икономическото възстановяване от Втората световна война води до широкомащабното приемане на дизеловите локомотиви по страните из цял свят. Те предлагат повече гъвкавост и се представят по-добре от парните локомотиви, докато същевременно намаляват разходите по експлоатацията и поддръжката. Дизел-хидравличната трансмисия е въведена през 1950-те години.